# Marco Bos
Marco Bos (* 5. Juli 1979 in Roden) ist ein ehemaliger niederländischer Radrennfahrer.
Marco Bos gewann 2002 eine Etappe beim OZ Wielerweekend und unterschrieb für die nächste Saison einen Vertrag bei Löwik Meubelen-Tegeltoko. In seinem ersten Jahr dort konnte er das deutsche Eintagesrennen Köln-Schuld-Frechen für sich entscheiden. 2004 wechselte er zu Bankgiroloterij, die sich im Jahr darauf in Shimano-Memory Corp umbenannten, und seit 2006 fährt er für das Cyclingteam Jo Piels. 2006 entschied er eine Etappe der Olympia’s Tour für sich, und 2007 gewann er die Ronde van Overijssel. 2011 beendete er seine Radsportlaufbahn.

## Erfolge
2001
- Mainfranken-Tour

2002
- eine Etappe OZ Wielerweekend

2003
- Köln-Schuld-Frechen

2006
- eine Etappe Olympia’s Tour

2007
- Ronde van Overijssel

## Teams
- 2003 Löwik Meubelen-Tegeltoko
- 2004 Bankgiroloterij
- 2005 Shimano-Memory Corp
- 2006 Cyclingteam Jo Piels
- 2007 Cyclingteam Jo Piels
- 2008 Cyclingteam Jo Piels
- 2009 Cycling Team Jo Piels
- 2010 Cyclingteam Jo Piels
- 2011 Cyclingteam Jo Piels

| Personendaten    | Personendaten                  |
| ---------------- | ------------------------------ |
| NAME             | Bos, Marco                     |
| KURZBESCHREIBUNG | niederländischer Radrennfahrer |
| GEBURTSDATUM     | 5. Juli 1979                   |
| GEBURTSORT       | Roden                          |